# Vieux-lès-Asfeld
 Vieux-lès-Asfeld  là một xã ở tỉnh Ardennes, thuộc vùng Grand Est ở phía bắc nước Pháp.